# One Piece-afsnit
One Piece er en animeserie baseret på mangaen af samme navn. Per oktober 2024 består serien af over 1100 afsnit.

## Serieoversigt
| Sæson | Sæson | Titel                                                      | Afsnit | Afsnit | Oprindelig sendt i Japan | Oprindelig sendt i Japan |
| Sæson | Sæson | Titel                                                      | Afsnit | Afsnit | Start                    | Slut                     |
| ----- | ----- | ---------------------------------------------------------- | ------ | ------ | ------------------------ | ------------------------ |
|       | 1     | East Blue                                                  | 61     | 61     | 20. oktober 1999         | 14. marts 2001           |
|       | 2     | Entering into the Grand Line                               | 16     | 16     | 21. marts 2001           | 19. august 2001          |
|       | 3     | Introducing Chopper at the Winter Islands                  | 15     | 15     | 26. august 2001          | 9. december 2001         |
|       | 4     | Arrival & Fierce Fighting in Alabasta                      | 38     | 38     | 16. december 2001        | 27. oktober 2002         |
|       | 5     | Dreams!, The Zenny Pirate Crew Sortie!, Beyond the Rainbow | 13     | 13     | 3. november 2002         | 2. februar 2003          |
|       | 6     | Sky Island ~ Skypiea & The Golden Bell                     | 52     | 52     | 9. februar 2003          | 13. juni 2004            |
|       | 7     | Escape! The Marine Fortress & The Foxy Pirate Crew         | 33     | 33     | 20. juni 2004            | 27. marts 2005           |
|       | 8     | Water Seven                                                | 35     | 35     | 17. april 2005           | 30. april 2006           |
|       | 9     | Enies Lobby                                                | 73     | 73     | 21. maj 2006             | 23. december 2007        |
|       | 10    | Thriller Bark                                              | 45     | 45     | 6. januar 2008           | 14. december 2008        |
|       | 11    | Sabaody Archipelago                                        | 26     | 26     | 21. december 2008        | 28. juni 2009            |
|       | 12    | Island of Women                                            | 14     | 14     | 5. juli 2009             | 11. oktober 2009         |
|       | 13    | Impel Down                                                 | 35     | 35     | 18. oktober 2009         | 20. juni 2010            |
|       | 14    | Marineford                                                 | 60     | 60     | 27. juni 2010            | 25. september 2011       |
|       | 15    | Fishman Island                                             | 62     | 62     | 2. oktober 2011          | 23. december 2012        |
|       | 16    | Punk Hazard                                                | 50     | 50     | 6. januar 2013           | 12. januar 2014          |
|       | 17    | Dressrosa                                                  | 118    | 118    | 19. januar 2014          | 19. juni 2016            |
|       | 18    | Zou                                                        | 36     | 36     | 26. juni 2016            | 2. april 2017            |
|       | 19    | Whole Cake Island                                          | 109    | 109    | 9. april 2017            | 30. juni 2019            |
|       | 20    | Wano Country                                               | 197    | 197    | 7. juli 2019             | 17. december 2023        |
|       | 21    | Egghead                                                    |        |        | 7. januar 2024           |                          |

## Afsnit

### Sæson 1–8
- One Piece-afsnit (sæson 1–8)
  - Sæson 1
  - Sæson 2
  - Sæson 3
  - Sæson 4
  - Sæson 5
  - Sæson 6
  - Sæson 7
  - Sæson 8

### Sæson 9–14
- One Piece-afsnit (sæson 9–14)
  - Sæson 9
  - Sæson 10
  - Sæson 11
  - Sæson 12
  - Sæson 13
  - Sæson 14

### Sæson 15–nu
- One Piece-afsnit (sæson 15–nu)
  - Sæson 15
  - Sæson 16
  - Sæson 17
  - Sæson 18
  - Sæson 19
  - Sæson 20
  - Sæson 21